# Meczet Króla Chalida
Meczet Króla Chalida (arab. ‏جامع الملك خالد‎) – jeden z meczetów znajdujących się w Rijadzie, powołany do życia w 1988 roku. Jego patronem jest król Arabii Saudyjskiej Chalid ibn Abd al-Aziz Al Su’ud. Świątynia może pomieścić ponad 3,6 tys. wiernych, z czego ok. 1,8 tys. w części dla kobiet.

## Historia
Budowa meczetu trwała od 1985 do 1987 roku, koszt przedsięwzięcia wynosił łącznie ok. 45 mln riali. Oficjalne otwarcie miało miejsce 14 kwietnia 1988 roku, a w latach 1992–1993 dokonano rozbudowy świątyni.
W kwietniu 2022 roku w meczecie wizytę złożył Ludovic Pouille – ambasador Francji w Arabii Saudyjskiej.